# Parasterope hulingsi
Parasterope hulingsi är en kräftdjursart som beskrevs av Baker 1978. Parasterope hulingsi ingår i släktet Parasterope och familjen Cylindroleberididae. Inga underarter finns listade i Catalogue of Life.